# 14 tháng 3
Ngày 14 tháng 3 là ngày thứ 73 (74 trong năm nhuận) trong lịch Gregory. Còn 292 ngày trong năm.

## Sự kiện
- 313 – Hoàng đế Lưu Thông của Hán Triệu cho người đầu độc giết chết Tấn Hoài Đế Tư Mã Xí, người đang là tù binh của Lưu Thông.[3]
- 1273 – Trận chiến Tương Dương kéo dài sáu năm giữa hai nước Tống - Nguyên kết thúc sau khi tướng Tống là Lã Văn Hoán dâng thành đầu hàng quân Nguyên.[4]
- 1900 – Tiền tệ Hoa Kỳ tiếp tục dựa trên tiêu chuẩn vàng với sự phê chuẩn của đạo luật Gold Standard.
- 1945 – Trong khi oanh tạc Bielefeld của Đức, không quân Hoàng gia Anh lần đầu tiên sử dụng bom động đất.
- 1953 – Sau khi Georgy Malenkov buộc phải rút khỏi ban bí thư, Nikita Khrushchev bắt đầu đảm nhiệm cương vị lãnh đạo Đảng Cộng sản Liên Xô, song đến tháng 9 cùng năm ông mới nhậm chức Bí thư thứ nhất.
- 1988 – Hải quân Trung Quốc và Hải quân Việt Nam xảy ra xung đột tại đá Gạc Ma thuộc quần đảo Trường Sa.
- 1997 – Đại hội đại biểu Nhân dân toàn quốc Trung Quốc thông qua việc thành lập trực hạt thị Trùng Khánh từ bốn đơn vị hành chính cấp địa ở đông bộ tỉnh Tứ Xuyên.[5][6]
- 2013 – Tập Cận Bình được bầu làm Chủ tịch nước Cộng hòa nhân dân Trung Hoa, Chủ tịch Quân ủy Nhà nước Trung Quốc

## Sinh
- 1638 - Johann Georg Gichtel, người thần bí người Đức (m. 1710)
- 1790 - Ludwig Emil Grimm, họa sĩ, thợ khắc người Đức (m. 1863)
- 1804 - Johann Strauss, nhạc sĩ nổi tiếng người Áo
- 1807 - Josephine of Leuchtenberg, nữ hoàng Thụy Điển, Na Uy (m. 1876)
- 1823 - Théodore de Banville, nhà văn người Pháp (m. 1891)
- 1835 - Giovanni Schiaparelli, nhà thiên văn người Ý (m. 1910)
- 1840 – Nguyễn Phúc Hồng Tiệp, tước phong Mỹ Lộc Quận công, hoàng tử con vua Thiệu Trị nhà Nguyễn (m. 1863).
- 1853 - Ferdinand Hodler, họa sĩ Thụy Sĩ (m. 1918)
- 1854 - Paul Ehrlich, nhà khoa học, giải thưởng Nobel người Đức (m. 1915)
- 1854 - Alexandru Macedonski, nhà văn người România (m. 1920)
- 1854 - John Lane, nhà xuất bản người Anh (m. 1925)
- 1862 - Vilhelm Bjerknes, nhà vật lý người Na Uy (m. 1961)
- 1869 - Algernon Blackwood, nhà văn người Anh (m. 1951)
- 1879 - Albert Einstein, nhà vật lý, giải thưởng Nobel người Mỹ gốc Đức (m. 1955)
- 1879 - Nguyễn Phúc Bửu Lân, tức vua Thành Thái, hoàng đế thứ 10 của triều Nguyễn (m. 1954).
- 1882 - Waclaw Sierpinski, nhà toán học người Ba Lan (m. 1969)
- 1886 - Firmin Lambot, vận động viên xe đạp người Bỉ (m. 1964)
- 1887 - Sylvia Beach, nhà xuất bản người Mỹ (m. 1962)
- 1888 - Marc-Aurèle Fortin, họa sĩ Quebec (m. 1970)
- 1894 - Osa Johnson, nhà thám hiểm người Mỹ (m. 1953)
- 1898 - Arnold Chikobava, nhà ngôn ngữ học người Gruzia (m. 1985)
- 1899 - K.C. Irving, nhà tư bản công nghiệp người Canada (m. 1992)
- 1900 - Hồ Trọng Hiếu, tức nhà thơ Tú Mỡ (m. 1976)
- 1905 - Raymond Aron, nhà triết học người Pháp (m. 1983)
- 1912 - Les Brown, người chỉ huy dàn nhạc nhỏ người Mỹ (m. 2001)
- 1912 - Charles Van Acker, người đua xe người Bỉ (m. 1998)
- 1914 - Bill Owen, diễn viên người Anh (m. 1999)
- 1914 - Lee Petty, người lái xe đua người Mỹ (m. 2000)
- 1915 - Alexander Brott, người chỉ huy dàn nhạc, nhà soạn nhạc người Canada (m. 2005)
- 1916 - Horton Foote, tác gia, nhà soạn kịch, người viết kịch bản phim người Mỹ
- 1918 - Dennis Patrick, diễn viên người Mỹ (m. 2002)
- 1920 - Hank Ketcham, người vẽ tranh biếm hoạ người Mỹ (m. 2001)
- 1922 - Les Baxter, nhạc sĩ, nhà soạn nhạc người Mỹ (m. 1996)
- 1923 - Diane Arbus, nhà nhiếp ảnh người Mỹ (m. 1971)
- 1925 - Francis A. Marzen, giáo chủ thiên chúa giáo người Mỹ (m. 2004)
- 1928 - Frank Borman, nhà du hành vũ trụ, CEO người Mỹ
- 1931 - Phil Phillips, ca sĩ, người sáng tác bài hát người Mỹ
- 1933 - Sir Michael Caine, diễn viên người Anh
- 1933 - Quincy Jones, nhạc sĩ, nhà soạn nhạc người Mỹ
- 1934 - Eugene Cernan, nhà du hành vũ trụ người Mỹ
- 1936 - Bob Charles, vận động viên golf người New Zealand
- 1939 - Raymond J. Barry, diễn viên người Mỹ
- 1939 - Bertrand Blier, đạo diễn phim, người viết kịch bản phim người Pháp
- 1939 - Stavros Xarhakos, nhà soạn nhạc người Hy Lạp
- 1939 - Pilar Bardem, nữ diễn viên người Tây Ban Nha
- 1941 - Nguyễn Tuấn Khanh, tức họa sĩ Rừng, người Mỹ gốc Việt
- 1941 - Wolfgang Petersen, người đạo diễn người Đức
- 1942 - Rita Tushingham, nữ diễn viên người Anh
- 1943 - Anita Morris, nữ diễn viên người Mỹ (m. 1994)
- 1945 - Jasper Carrott, diễn viên hài người Anh
- 1945 - Walter Parazaider, nhạc công saxophon Chicago người Mỹ
- 1946 - Steve Kanaly, diễn viên người Mỹ
- 1947 - Pam Ayres, nhà thơ người Anh
- 1947 - William J. Jefferson, chính khách người Mỹ
- 1948 - Billy Crystal, diễn viên, diễn viên hài người Mỹ
- 1956 - Jonathan Bowen, máy tính nhà khoa học người Anh
- 1956 - Colin Ayre, cầu thủ bóng đá người Anh
- 1957 - Andrew Robinson, tác gia người Anh
- 1957 - Tad Williams, tác gia người Mỹ
- 1958 - Albert II, Monaco hoàng tử
- 1959 - Tamara Tunie, nữ diễn viên người Mỹ
- 1960 - Kirby Puckett, vận động viên bóng chày người Mỹ (m. 2006)
- 1961 - Penny Johnson Jerald, nữ diễn viên người Mỹ
- 1961 - Hiro Matsushita, người đua xe người Nhật Bản
- 1963 - Bruce Reid, cầu thủ cricket người Úc
- 1965 - James Kevin Brown, vận động viên bóng chày người Mỹ
- 1965 - Catherine Dent, nữ diễn viên người Mỹ
- 1965 - Aamir Khan, diễn viên Ấn Độ
- 1965 - Kevin Williamson, người viết kịch bản phim người Mỹ
- 1966 - Elise Neal, nữ diễn viên người Mỹ
- 1968 - Megan Follows, nữ diễn viên người Canada
- 1969 - Larry Johnson, cầu thủ bóng rổ người Mỹ
- 1970 - Ebru Kavaklıoğlu, vận động viên người Nga
- 1970 - Meredith Salenger, nữ diễn viên người Mỹ
- 1974 - Patrick Traverse, vận động viên khúc côn cầu trên băng người Canada
- 1975 - Stephen Harper, Anh cầu thủ bóng đá người Anh
- 1975 - Wendy Rice, nữ diễn viên người Mỹ
- 1976 - Merlin Santana, diễn viên người Mỹ (m. 2002)
- 1977 - Aki Hoshino, người mẫu, người Nhật Bản
- 1978 - Pieter van den Hoogenband, vận động viên bơi lội người Đức
- 1979 - Nicolas Anelka, cầu thủ bóng đá người Pháp
- 1979 - Chris Klein, diễn viên người Mỹ
- 1979 - Love, cầu thủ bóng đá người Angola
- 1980 - Aaron Brown, Anh cầu thủ bóng đá người Anh
- 1980 - Matteo Grassotto, người đua xe người Ý
- 1980 - Ben Herring, cầu thủ Liên đoàn Bóng bầu dục người New Zealand
- 1980 - Mercedes McNab, nữ diễn viên người Canada
- 1981 - Bobby Jenks, vận động viên bóng chày người Mỹ
- 1981 - Mei-Ting Sun, nghệ sĩ dương cầm người Trung Quốc
- 1982 - Carlos Marinelli, cầu thủ bóng đá người Argentina
- 1982 - Kate Maberly, diễn viên, ca sĩ người sáng tác bài hát người Anh
- 1983 - Bakhtiyar Artayev, võ sĩ quyền Anh người Kazakhstan
- 1985 - Idaira, ca sĩ người Tây Ban Nha
- 1986 - Jamie Bell, diễn viên người Anh
- 1986 - Elton Chigumbura, cầu thủ cricket người Zimbabwe
- 1986 - Andy Taylor, Anh cầu thủ bóng đá người Anh

## Mất
- 1471 - Sir Thomas Malory, tác gia người Anh (s. 1405)
- 1647 - Frederick Henry, Orange hoàng tử (s. 1584)
- 1680 - René Le Bossu, nhà phê bình người Pháp (s. 1631)
- 1682 - Jacob Isaakszoon van Ruysdael, họa sĩ người Đức (s. 1628)
- 1696 - Jean Domat, luật gia người Pháp (s. 1625)
- 1698 - Claes Rålamb, chính khách người Thụy Điển (s. 1622)
- 1748 - George Wade, chỉ huy quân sự người Anh (s. 1673)
- 1803 - Friedrich Gottlieb Klopstock, nhà văn người Đức (s. 1724)
- 1805 - Stanisław Szczęsny Potocki, tướng người Nga (s. 1753)
- 1823 - Charles François Dumouriez, tướng người Pháp (s. 1739)
- 1883 - Karl Marx, người khởi xướng chủ nghĩa Marx (s. 1818)
- 1884 - Quintino Sella, chính khách người Ý (s. 1827)
- 1946 - Werner von Blomberg, nguyên soái (s. 1878)
- 1973 - Howard Aiken, kĩ sư người Mỹ (s. 1900)
- 1973 - Rafael Godoy, nhà soạn nhạc người Colombia (s. 1907)
- 1973 - Chic Young, người vẽ tranh biếm hoạ người Mỹ (s. 1901)
- 1975 - Susan Hayward, nữ diễn viên người Mỹ (s. 1917)
- 1976 - Busby Berkeley, biên đạo múa, người đạo diễn người Mỹ (s. 1895)
- 1977 - Fannie Lou Hamer, nhà đấu tranh cho nhân quyền người Mỹ (s. 1917)
- 1980 - Mohammad Hatta, chính khách người Indonesia (s. 1902)
- 1982 - Nguyễn Đức Nguyên, tức nhà văn Hoài Thanh
- 1983 - Maurice Ronet, diễn viên người Pháp (s. 1927)
- 1988 - Trần Đức Thông, Trung tá, Phó Lữ đoàn trưởng Lữ đoàn 146, Vùng 4 Hải quân, Anh hùng lực lượng vũ trang nhân dân quân đội Việt Nam, tử trận tại Gạc Ma (s. 1944)
- 1988 - Vũ Phi Trừ, Đại úy, Thuyền trưởng tàu vận tải HQ-604, Lữ đoàn 125, anh hùng lực lượng vũ trang nhân dân quân đội Việt Nam, tử trận tại Gạc Ma (s. 1955)
- 1988 - Trần Văn Phương, Thiếu úy, Phó Chỉ huy trưởng đảo Gạc Ma, anh hùng lực lượng vũ trang nhân dân quân đội Việt Nam, tử trận tại đảo Gạc Ma (s. 1965)
- 1989 - Edward Abbey, tác gia, nhà hoạt động môi trường người Mỹ (s. 1927)
- 1991 - Howard Ashman, nhà thơ trữ tình, nhà soạn kịch người Mỹ (s. 1950)
- 1991 - Doc Pomus, nhà soạn nhạc người Mỹ (s. 1925)
- 1991 - Margery Sharp, tác gia trẻ em (s. 1905)
- 1992 - Jean Poiret, diễn viên, người đạo diễn, người viết kịch bản phim người Pháp (s. 1926)
- 1995 - William Alfred Fowler, nhà vật lý, giải thưởng Nobel người Mỹ (s. 1911)
- 1997 - Fred Zinnemann, người đạo diễn người Áo (s. 1907)
- 1999 - Kirk Alyn, diễn viên người Mỹ (s. 1910)
- 2002 - Hans-Georg Gadamer, nhà triết học người Đức (s. 1900)
- 2002 - Cherry Wilder, tác gia người New Zealand (s. 1930)
- 2003 - Jack Goldstein, nghệ sĩ người Canada (s. 1945)
- 2003 - Jean-Luc Lagardère, nhà xuất bản người Pháp (s. 1928)
- 2006 - Lennart Meri, tổng thống Estonia (s. 1929)
- 2007 - Gareth Hunt, diễn viên người Anh (s. 1943)
- 2008 - Nhạc sĩ Anh Việt
- 2018 - Stephen Hawking, nhà vật lý học Anh (s. 1942)

## Ngày lễ và kỷ niệm
- Ngày Valentine Trắng
- Ngày số pi